# ذوالفقار علی بوتو
ذوالفقار علی بوتو (به اردو: ذوالفقار علی بھٹو)؛ زاده ۵ ژانویه ۱۹۲۸ در لارکانه، راج انگلیس – اعدام ۴ آوریل ۱۹۷۹ در راولپندی، پاکستان) سیاستمدار پاکستانی و پدر بی‌نظیر بوتو بود. در پست نخست‌وزیری با کودتای ضیاءالحق برکنار و چندی بعد اعدام شد. او بنیانگذار حزب مردم پاکستان است.

## برنامه هسته‌ای پاکستان
در پی بالا گرفتن مناقشات بین پاکستان و هند، ذوالفقار علی بوتو در سال ۱۹۷۲ در جمعی خصوصی در مورد برنامه هسته‌ای پاکستان گفت:
اگر مردم پاکستان مجبور شوند علف بخورند ما بمب اتمی را خواهیم ساخت.

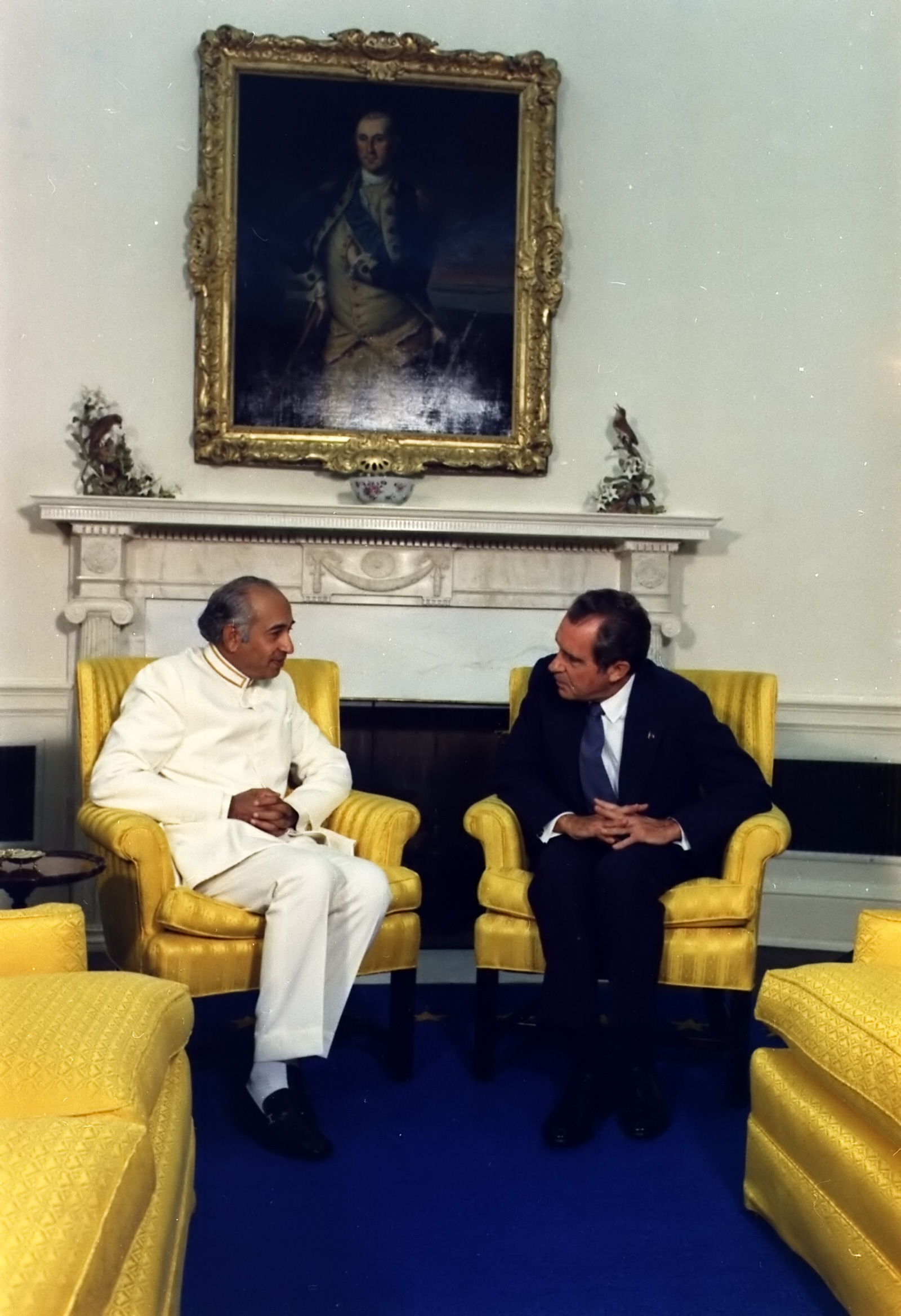
با ریچارد نیکسون رییس جمهوری ایالات متحده آمریکا در سال ۱۹۷۳

با پافشاری وی و مدیریت عبدالقدیر خان پاکستان موفق به دستیابی به تکنولوژی بمب اتمی شد.

## خبر در خصوص اعدام

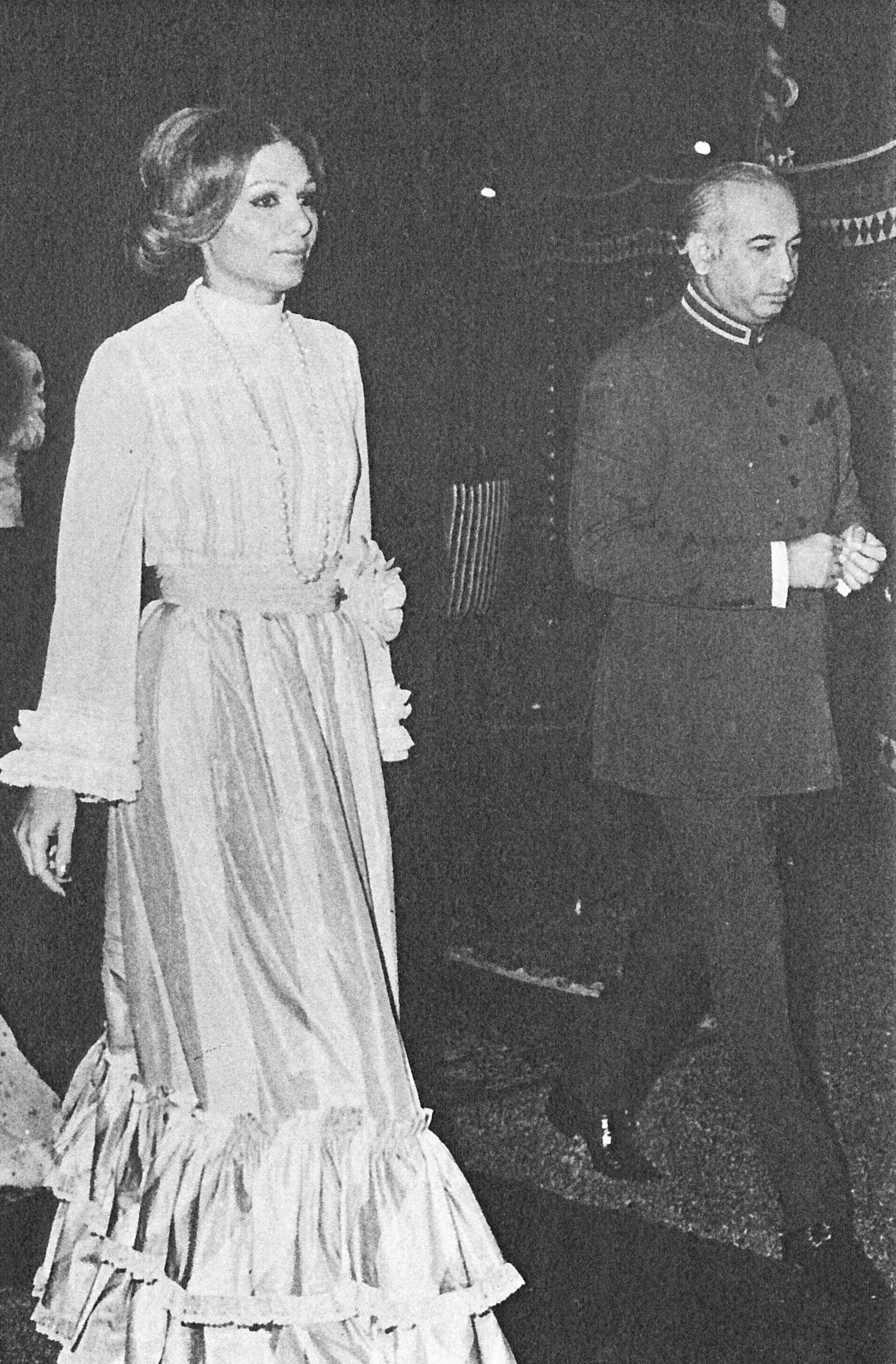
ذولفقار علی بوتو در کنار فرح پهلوی ۱۹۷۲

۱۸ مارس ۱۹۷۸ ذوالفقار علی بوتو نخست‌وزیر پیشین و رهبر حزب مردم پاکستان به جرم دست داشتن در قتل پدر یکی از رقبای سیاسی‌اش به اعدام محکوم شد که بعداً اعدام گردید. دولت وی قبلاً با یک کودتای نظامی برانداخته شده بود. ذوالفقار علی بوتو سال‌ها وزیر امورخارجه، رئیس کشور و رئیس دولت پاکستان بود و در سال ۱۹۷۱موفق شد پاکستان را از بحران پس از جدا شدن پاکستان شرقی (بنگلادش کنونی) خارج سازد. سال‌ها بعد حزب مردم پاکستان (پی‌پی‌پی) «بی نظیر» دختر ذوالفقار علی بوتو را نخست‌وزیر پاکستان کرد که وی پس از کنار رفتن از این سمت، بعداً متهم شدن و پس از یک تبعید طولانی در خارج از پاکستان، اواخر سال ۲۰۰۷ به وطن بازگشت و در دسامبر همین سال در پی شرکت در یک اجتماع در راولپندی و ایراد نطق ترور شد و ریاست حزب به پسرش «بلاول» رسید که چون دانشجو و در انگلستان است، پدر او «آصف‌علی زرداری» نیابت ریاست حزب را بر عهده گرفت.
حزب مردم پاکستان و حزب مسلم لیگ شاخه نواز شریف در انتخابات پارلمانی فوریه ۲۰۰۸، اکثریت کرسی‌ها را به دست آوردند و در نخستین جلسه پارلمان در نیمه مارس ۲۰۰۸ ائتلاف خود را برای تشکیل دولت و درفشار قراردادن ژنرال پرویز مشرّف رئیس‌جمهور اعلام داشتند. دولت قبلی نواز شریف با کودتای ژنرال مشرّف برکنار شده بود و خود او نیز سال‌ها به صورت تبعید در کشور سعودی زندگی می‌کند. تلاش مشترک نواز شریف و زرداری به نتیجه رسید و پس از کناره‌گیری ژنرال مشرف، زرداری رئیس‌جمهور پاکستان شد. اتحاد نواز شریف و زرداری در مارس ۲۰۰۹ و پس از اینکه دیوان عالی پاکستان ظاهراً با اشاره زرداری، نواز شریف و برادرش را از احراز مقام انتخابی و انتصابی ممنوع کرد عملاً پایان یافت و تظاهرات - تظاهراتی مشابه آنچه را که درآخرین ماه‌های حکومت ژنرال مشرف روی می‌داد از سرگرفته شد که زرداری ناچار به کوتاه آمدن شد.

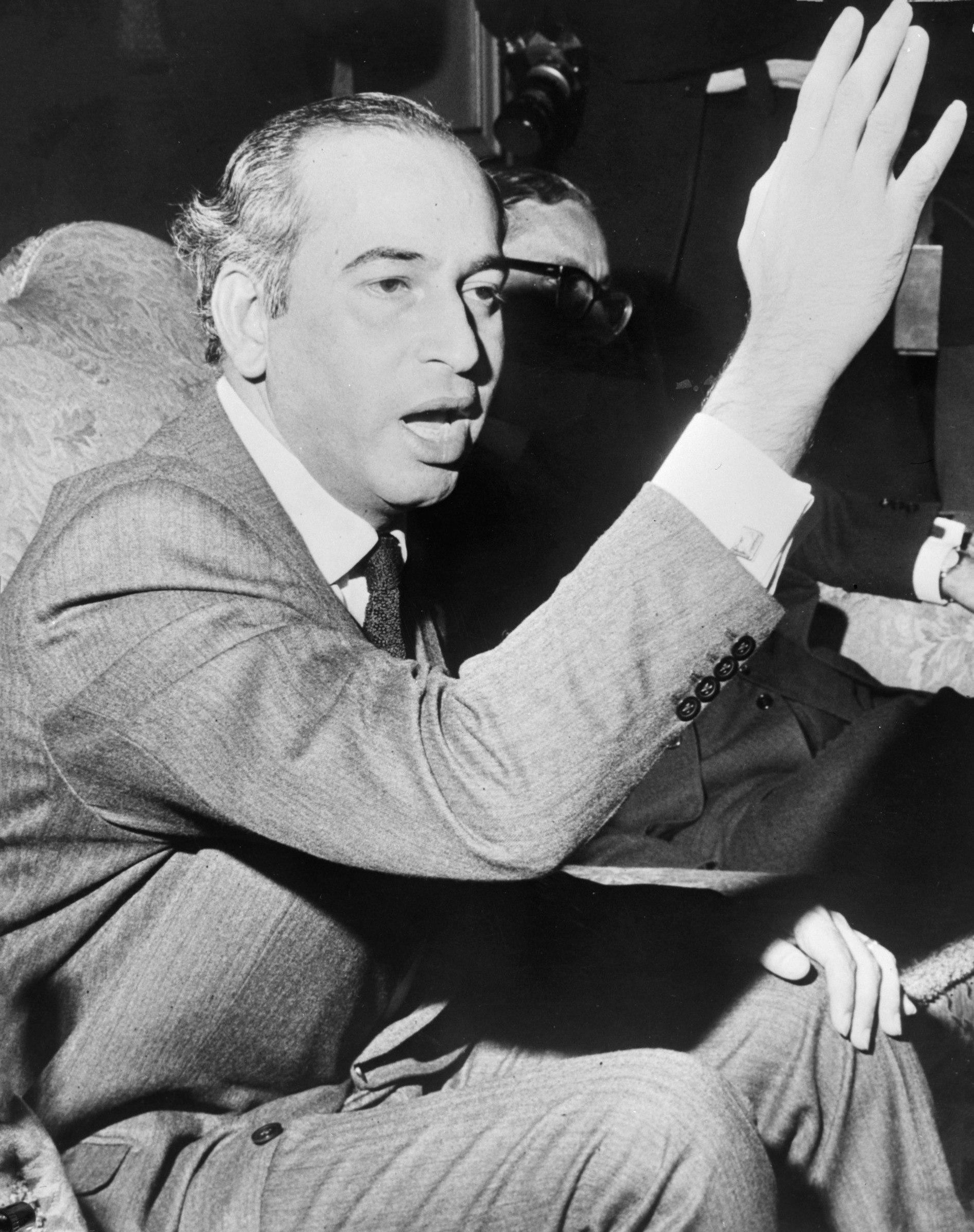
در سال ۱۹۷۱